# سوني سترايت
سوني سترايت (Sonny Strait) (اسمه الحقيقي دون سترايت (Don Strait)) هو مؤدي أصوات أمريكي ولد في 28 يونيو 1965 في كوفمان، تكساس.

## أدواره في الأنمي

### مسلسلات أنمي تلفزيونية
- دراغون بول Z - كريلين، باردوك
- دراغون بول كاي - كريلين، باردوك
- خيميائي الفولاذ - ماس هيوز
- خيميائي الفولاذ FULLMETAL ALCHEMIST - ماس هيوز
- ون بيس - أوسوب
- ساموراي 7 - كيوزو
- سكول رمبل - نوبورو تنّوجي
- ناباري نو أو - كوتارو فوما
- نادي مضيفي ثانوية أوران - ميسوزو سونودا
- دي جرايمان - سكين بوريك
- سول إيتر - راغناروك
- أسطول الزجاج - نوردين
- برج درواغا 〜the Aegis of URUK〜 - والد جيل
- إل كازادور - أنطونيو
- التلميذ الأقوى في التاريخ كينيتشي - أباتشاي هوباتشاي
- لاينباريل الحديدي - ريكو أوسيه
- روميو x جولييت - تايتوس
- تسوباسا كرونيكل - كانيو
- إكس إكس إكس هوليك - كاراسو تنغو
- أويدو روكيت - روكوبيه
- فايري تايل - ريداس جونا، ميكيلو
- بلاك كات - تاكوما فودو
- شيكي - هايامي

### أفلام أنمي
- خيميائي الفولاذ: المسيطر على شامبالا - الضابط الذي يشبه هيوز
- سلسلة أفلام دراغون بول Z - كريلين

## وصلات خارجية
- سوني سترايت على موقع IMDb (الإنجليزية)
- سوني سترايت على موقع ANN person (الإنجليزية)